# Berzelia cordifolia
Berzelia cordifolia är en tvåhjärtbladig växtart som beskrevs av Diederich Franz Leonhard von Schlechtendal. Berzelia cordifolia ingår i släktet Berzelia och familjen Bruniaceae. Inga underarter finns listade.